# Elizabeth Francis
Elizabeth Francis (Parrocchia di Saint Mary, 25 luglio 1909 – Houston, 22 ottobre 2024) è stata una supercentenaria statunitense di 115 anni e 89 giorni. Dal 22 febbraio 2024, con la morte di Edie Ceccarelli, fino al suo stesso decesso, è stata la persona vivente negli Stati Uniti più longeva la cui età sia stata verificata. È stata inoltre la terza persona vivente più longeva al mondo, dopo Tomiko Itooka e Inah Canabarro Lucas. Dopo la morte di Maria Branyas, avvenuta il 19 agosto 2024, ha detenuto anche il record di persona vivente più anziana nata negli Stati Uniti..

## Biografia
Elizabeth Francis nacque nella parrocchia di Saint Mary, in Louisiana; non è tuttavia nota la località precisa dove venne alla luce. Sua madre morì prematuramente, a seguito di ciò Elizabeth e i suoi cinque fratelli finirono a vivere in case diverse; lei, in particolare, andò a vivere a Houston da una zia. Visse in seguito in un'abitazione adiacente a quella di una sorella, la quale raggiunse i 106 anni di età; questa longevità condivisa ha reso Elizabeth Francis e sua sorella una delle coppie di fratelli più longeve della storia degli Stati Uniti d'America. Inoltre, il padre di Elizabeth visse fino a 99 anni, mentre un'altra delle sorelle morì a 95 anni di età.
Elizabeth ha cresciuto i suoi figli da sola; ha gestito una caffetteria a Houston negli anni '70; non ha mai preso la patente di guida, dovendosi dunque affidare ai parenti o ai servizi di trasporto pubblico per spostarsi. Si è trasferita nel 1999 nell'abitazione dove ha vissuto, fino alla morte, con la figlia novantaquattrenne; a prendersi cura della supercentenaria era la nipote di 68 anni.
La centoquindicenne ha dichiarato di non avere mai fumato e di aver consumato spesso la verdura che lei stessa coltivava nel proprio orto. Ha attribuito la propria longevità alla fede in Dio.
Il 22 febbraio 2024, Francis è diventata la persona più anziana degli Stati Uniti dopo la morte di Edie Ceccarelli, californiana, di 116 anni. Dopo la morte della spagnola di origine americana Maria Branyas, di 117 anni, il 19 agosto 2024, è diventata la persona più anziana di origine americana e la terza persona più anziana vivente al mondo .
Francis morì il 22 ottobre 2024, all'età di 115 anni e 89 giorni. Dopo la sua morte, Naomi Whitehead di Greenville, Pennsylvania, divenne la persona più anziana vivente negli Stati Uniti.